# Il mistero di Mangiabarche
Il mistero di Mangiabarche è un romanzo noir dello scrittore italiano Massimo Carlotto pubblicato nel 1997.
Oltre che in Italia (Edizioni E/O), il libro è stato tradotto e pubblicato in Spagna (Ediciones Barataria), Paesi Bassi (Wereldbibliotheek), Grecia (Kedros), Germania (Scherz Verlag), Stati Uniti (Europa Editions).

## Trama
La storia si svolge tra la Sardegna e la Corsica, dove l'Alligatore e il suo socio Rossini si sono rifugiati dopo aver abbandonato Padova, da quando l'ambiente non è più sicuro per loro in seguito all'ultima indagine condotta. Chiamato a Cagliari da un cliente, l'Alligatore accetta un incarico assai delicato da tre avvocati cagliaritani – Gabriele Vargiu, Vincenzo Pontes, Ignazio Moi – i quali hanno scontato due anni di carcere per il presunto omicidio di un altro avvocato, Giampaolo Siddi, nonché per traffico di stupefacenti.
In realtà sembra che il Siddi non sia morto, per cui l'Alligatore, con l'aiuto di Rossini, comincia a seguire due piste legate a Fiorenza Vadilonga, l'amante di Siddi, e a un ex militare della NATO che gestisce un supermarket a Cagliari come copertura di un traffico di stupefacenti.
Con l'aiuto di uno scassinatore locale, tale Marlon Brundu, l'Alligatore e Rossini penetrano nell'appartamento della Vadilonga dove trovano un'intera collezione del giornale locale, il “Baratto”, le cui pagine sono intonse tranne quelle che riguardano gli annunci personali. Nell'appartamento inoltre spicca un grosso libro sulla storia del cinema francese.
I tre inoltre cominciano a seguire l'ex militare NATO, Leon Benoit, e inscenano una rapina al suo supermarket. Nei giorni seguenti vengono però assaliti da un gruppo di militari NATO, amici di Benoit. Rossini e Brundu riescono a portare in salvo l'Alligatore e a farlo medicare pur evitando ospedali e luoghi pubblici.
Mentre Rossini e Brundu organizzano la rappresaglia contro i militari NATO che li hanno attaccati, l'Alligatore passa alcuni giorni di convalescenza al sicuro, durante i quali scopre che il codice di comunicazione tra la Vadilonga e il Siddi può celarsi in un libro sulla storia del Cinema francese e sugli annunci del”Baratto”.
In seguito i tre riescono a rintracciare l'indirizzo al quale si nasconde Leon Benoit ma, quando decidono di penetrarvi, trovano Benoit assassinato. Pedinando la Vadilonga, si imbattono in un personaggio che poi riescono ad identificare come un funzionario del Sisde. Facendole capire che sanno di Siddi e del loro sistema per stare in contatto, riescono a fer crollare la Vadilonga ma, prima che lei possa raccontare i dettagli, viene uccisa da un killer. Morendo, la donna riesce a sussurrare la parola "Mangiabarche".
Dopo aver avuto la conferma che i membri della banda si ispirano a un vecchio film francese, l'Alligatore e Rossini seguono il presunto capo, Abel Gance, in Corsica dove, preso contatto con un gruppo di indipendentisti corsi riescono a localizzare uno dei rifugi e a neutralizzare alcuni membri della banda dopodiché tornano a Cagliari, sulle tracce dei loro nemici e alla ricerca della soluzione del mistero di Mangiabarche.

## Personaggi
- Marco Buratti, soprannominato l'"Alligatore": investigatore privato;
- Gabriele Vargiu, Vincenzo Pontes, Ignazio Moi: avvocati;
- Giampaolo Siddi: avvocato civilista e presunta vittima;
- Fiorenza Vadilonga: amante di Siddi;
- Leon Benoit: ex militare NATO della base di Decimomannu;
- Beniamino Rossini: contrabbandiere, rapinatore e gangster, è il "socio" di Marco Buratti;
- Marlon Brundu: malavitoso cagliaritano del quartiere Nuovo Borgo Sant'Elia.

## Edizioni
- Massimo Carlotto, Il mistero di Mangiabarche, 1ª ed., Edizioni e/o, 1997, ISBN 88-7641-397-9.
- Massimo Carlotto, Il mistero di Mangiabarche, 2ª ed., Edizioni e/o, 2011,  p. 223, ISBN 88-7641-971-3.